# Гис Ховард
Гис Ховард (яп. ギース・ハワード Гису Хавадо) — вымышленный персонаж серии игр Fatal Fury, разрабатываемой SNK. Впервые появился в Fatal Fury: King of Fighters. Гис является криминальным боссом вымышленного города Саут-тауна. Гис создал и проводит турнир под названием «Король бойцов», в котором он противостоит братьями Терри и Энди Богардам, которые хотят отомстить за смерть своего отца. После нескольких турниров в серии Fatal Fury Терри убивает Гиса в игре Real Bout Fatal Fury. Тем не менее, в следующих играх без сюжетной линии он появляется как «призрак» по имени Кошмарный Гис. Гис также появлялся в других играх SNK, таких как The King of Fighters, в которых он стремится получить силу Ороти. Гис в молодом возрасте появляется во второй части игры Art of Fighting в качестве финального босса. Он также появляется через загружаемый контент в Tekken 7 от Bandai Namco.

## Создание и развитие
Гис Ховард не имеет прообраза, но основан на образе итальянских мафиози. Гис носит японский костюм для боевых искусств ги. Его имя и внешность являются отсылкой к боссам Блэк Гэллоп, Гис и Кинг из предыдущей игры SNK The Super Spy 1990 года для Neo-Geo. Несмотря на то, что Гис американец, разработчики хотели, чтобы он был человеком, вдохновлённым японской культурой, что и отразилось на его окончательном облике. Благодаря популярности в Fatal Fury Гис появился в Art of Fighting 2 в качестве скрытого босса. Real Bout Fatal Fury изначально создавался с целью завершить историю Гиса Ховарда, но популярность персонажа заставила разработчиков вернуть его в Real Bout Special.
В Fatal Fury и The King of Fighters Гис предстаёт в образе американского немца средних лет со светлыми, короткими, зачёсанными волосами, одетого в костюм ги с красным хакама и белым уваги. В большинстве игр серии Fatal Fury и The King of Fighters, кроме Fatal Fury: King of Fighters и The King of Fighters '96, Гис носит только красный хакама. В Dominated Mind, версии Real Bout Special для PlayStation, Гис носит нимб над головой, символизирующий его смерть, а в аркадных версиях Real Bout Special и The King of Fighters 2002: Unlimited Match Гис носит «ауру ти», обвивающую его ноги.
В серии игр The King of Fighters Гис впервые был добавлен в The King of Fighters '96. Его включение с нетерпением ждали разработчики и поклонники, поскольку изначально он должен был появиться в предыдущей игре серии. Гис составил компанию двум другим боссам SNK — мистеру Бигу и Краузеру. Он получил множество спецприёмов, но из-за технических ограничений некоторые приёмы не было добавлены. Популярность Гиса Ховарда вынудила SNK отказаться от добавления в The King of Fighters XIV его сына, Рока Ховарда, поскольку персонаж относился к той части игры, в которой Гис был мёртв уже десять лет.
Генеральный продюсер Tekken Кацухиро Харада сказал, что если бы он мог добавить гостeвого персонажа в Tekken 7, это был бы Гис, похвалив его за то, что он удачно вписался в список персонажей. Харада заявил, что разработчики Tekken оставили характер Гиса без изменений, но его приёмы и внешний вид были полностью переделаны. Продюсер King of Fighters XIV Ясуюки Ода был доволен включением Гиса в Tekken 7 и отметил это совместной фотографией с Харадой.

## Появление

### В играх
Гис впервые появляется в оригинальной Fatal Fury, где он проводит турнир под названием «Король бойцов». Главный сюжет игры сосредоточен вокруг братьев Терри и Энди Богардов, жаждущих мести за смерть своего отца, убитого Гисом за десять лет до событий игры. После того как игрок побеждает Гиса, персонаж падает со здания и умирает. Гис появляется в переизданной версии Fatal Fury 2, Fatal Fury Special, где выясняется, что он пережил своё падение в конце первой игры. Fatal Fury 3: Road to the Final Victory сосредоточена вокруг попытки Гиса вернуться к власти, собрав «Священные свитки Дзина», которые наделяют их обладателя огромной силой.
В следующей игре, Real Bout Fatal Fury, Гис снова становится финальным боссом в одиночном турнире, сражаясь с игроком на вершине Башни Гиса. В концовке игры за Терри или Энди Богарда Гис снова падает со своей башни, отказываясь принять помощь от любого из братьев Богардов, чтобы позже воспитать маленького сына Гиса, Рока Ховарда. Хотя эта игра была разработана с целью показать смерть Гиса Ховарда, популярность персонажа среди игроков заставила разработчиков добавить его в следующие игры. Гис появляется в следующей игре Real Bout Fatal Fury Special с отсутствующим сюжетом, как скрытый финальный босс по имени Кошмарный Гис. Он также появляется как обычный персонаж в Real Bout Fatal Fury 2, в котором также нет сюжета, а также в Wild Ambition, ремейке первой игры Fatal Fury.
Гис также появляется во второй игре серии Art of Fighting, Art of Fighting 2, действие которой происходит за десять лет до первой Fatal Fury. В игре молодой Гис предстаёт роли коррумпированного комиссара полиции Саут-тауна. Гис оказывается боссом мистера Бига и вдохновителем событий предыдущей игры, таких как похищение Юри Сакадзаки. Если игрок выигрывает каждый поединок против всех предыдущих управляемых компьютером противников, не проигрывая раунда, персонаж игрока столкнётся с Гисом Ховардом как скрытым финальным боссом. В игре-кроссовере NeoGeo Battle Coliseum и в серии SNK vs. Capcom Гис появляется как играбельный персонаж.
Гис также появляется в нескольких играх серии The King of Fighters, что не соответствует преемственности, установленной играми Fatal Fury и Art of Fighting, несмотря на то, что у них много персонажей и сюжетных линий. В The King of Fighters '96 Гис выступает в качестве лидера «Команды боссов» вместе с бывшим подчинённым мистером Бигом и соперником Вольфгангом Краузером, стремясь обрести силу Ороти. Гис появляется камео в качестве спонсора «Спецотряда» в The King of Fighters '96, в который входят Билли Кейн, Блю Мэри и Рюдзи Ямадзаки. Команда снова появляется в The King of Fighters 2003, но вместо Блю Мэри, теперь входящей в «Команду женщин-бойцов», в команду входит Гато из Mark of the Wolves. Гис также появляется в The King of Fighters 2000 в роли забастовщика, а в версии The King of Fighters 2002 и The King of Fighters XI для Xbox является играбельным персонажем. В The King of Fighters '98: Ultimate Match появляется в составе «Команды боссов» из The King of Fighters '96. Он также является играбельным персонажем в The King of Fighters 2002 Unlimited Match вместе с Кошмарным Гисом. Молодой Гис из Art of Fighting 2 также появляется как босс в The King of Fighters Neowave. Он также вернулся в The King of Fighters XIV в качестве игрового персонажа вместе с Билли и его дворецким Хейном.
Помимо основной игры The King of Fighters, Гис присутствовал в спин-оффах. В The King of Fighters Kyo он появляется в Саут-тауне, где противостоит братьям Богард и главному герою Кё Кусанаги. В The King of Fighters EX: Neo Blood Гис организует новый турнир, чтобы получить силу от участника турнира Иори Ягами. После победы над Иори Гис предстаёт в роли босса. В KOF: Maximum Impact 2 и Rules A за Гиса можно играть под именем Кошмарный Гис. Гис также появляется в игре для мобильных телефонов The King of Fighters All Star, а также в Ultimate Match Online '98. Его образ из Art of Fighting также доступен в Kimi wa Hero.
Гис появляется в качестве гостевого персонажа в Tekken 7 через загружаемый контент. Он также появился камео в Super Smash Bros. Ultimate.

### В других медиа
Гис Ховард также появляется в трилогии анимационных фильмов, основанных на Fatal Fury, где его озвучивает Хидэкацу Сибата в оригинальных японских версиях и Уорд Перри в английском дубляже. Первые две части, Fatal Fury: Legend of the Hungry Wolf 1992 года и Fatal Fury 2: The New Battle 1993 года, транслировались в Японии в качестве телешоу на Fuji TV, а третий фильм, Fatal Fury: The Motion Picture 1994 года, был полнометражным. Английские адаптации всех трёх фильмов были выпущены на домашнем видео компанией Viz Communications. Первые два фильма в общих чертах повторяют сюжетную линию игр, и оба показывают Гиса в качестве главного персонажа. Гис появляется в эпизодической роли в третьем фильме.
В дополнение к появлению в манга-адаптациях игр Fatal Fury, Art of Fighting и The King of Fighters, изданных в Японии, Гис Ховард также был героем однотомной манги, опубликованной в 1996 году под названием The Geese Howard Story под авторством Эцуи Амадзиси с адаптированной историей Гиса из игр Art of Fighting и Fatal Fury. За ним в 1997 году последовал однотомный сиквел того же автора под названием Geese in the Dark. Гис также появляется во многих драмах на компакт-дисках и занимает главную роль в посвящённом ему альбоме. Он также поёт несколько песен персонажа в аниме. В CGI-адаптации The King of Fighters Гис повторяет эпизод из Fatal Fury, в котором он встретил Джеффа Богарда, отца Терри и Энди.

## Рецензии
Гис Ховард был хорошо принят игроками и занял высокие места в нескольких опросах популярности. В «Коллекции героев Gamest» 1997 года Гис был назван девятым любимым персонажем сотрудников издания. В опросе популярности персонажей на веб-сайте Neo Geo Freak он был признан тринадцатым любимым персонажем, набрав в общей сложности 903 голоса. В интервью Шейну Беттенхаузену, директору по развитию бизнеса Ignition Entertainment, Алекс Лукард из Diehardgamefan.com упомянул, что одним из персонажей, за которого он хотел бы играть в The King of Fighters XII, был Гис. Игровые издания и критики похвалили Гиса. В Den of Geek он занял пятое место в списке лучших персонажей The King of Fighters. В издании отметили, что он симпатичный, несмотря на то, что является антагонистом; также были отмечены его приёмы, которые позволяют ему противостоять противникам. GameAxis Unwired сочло этого персонажа одним из самых сложных, сравнив его с другими боссами SNK Вольфгангом Краузером и Ругалом Бернштейном, хотя последнего оказалось труднее победить. Complex назвал его одним из самых сложных боссов в играх. В 2018 году Гис был признан вторым по популярности персонажем Neo-Geo после Терри Богарда.
Обозреватель GameSpot Фрэнк Прово отмечает, что появление Гиса в Fatal Fury — одно из самых больших достижений в игре благодаря его последующим появлениям в других играх. Ави Кребс из Gamingexcellence.com отметил, что Гиса сложнее всего победить, и в шутку заметил, что, несмотря на то, что он сражается «с наручными часами, он использует все возможные трюки». Журналист IGN Райан Клементс согласился с Ави Кребсом, сказав, что Гиса «физически почти невозможно победить». Он также упомянул, что из-за того, насколько сложен Гис, двенадцать разных сотрудников IGN должны были помочь Клементсу победить, прибегая только «к самой дешёвой и самой абсурдной тактике из возможных». ScrewAttack также заметил, что Гиса сложно победить. Эрик Брэтчер из GamesRadar заявил, что Гис, как и Терри Богард, — это «почти неубиваемая большая заноза». Играя в The King of Fighters Neowave Gamer 2.0, Патрик Миффлин обнаружил, что Гис — «первый настоящий злодей из SNK». Кошмарный Гис из The King of Fighters 2002: Unlimited Match сравнивался с Син Акумой из Street Fighter с точки зрения сложности журналистом Eurogamer Мэттом Эдвардсом, который назвал его одним из сильнейших противников в игре. Гис также был включён в список «Величайших злодеев всех времён» издания GameSpot. Грег Касавин из того же издания назвал спецприём «Бросок в нокдаун» третьим лучшим приёмом в файтингах, отметив, что он был одним из первых контратак, когда-либо реализованных в видеоиграх ещё до того, как они стали популярными. По этой причине Касавин заявил, что Гис стал «одним из величайших персонажей файтингов всех времён». После добавления Гиса Ховарда в Tekken 7 Суриэль Васкес из Game Informer сказал, что Гис будет хорошим дополнением в игре, несмотря на то, что он не является его «любимым Ховардом». 